# Dresdner Bergbahnen

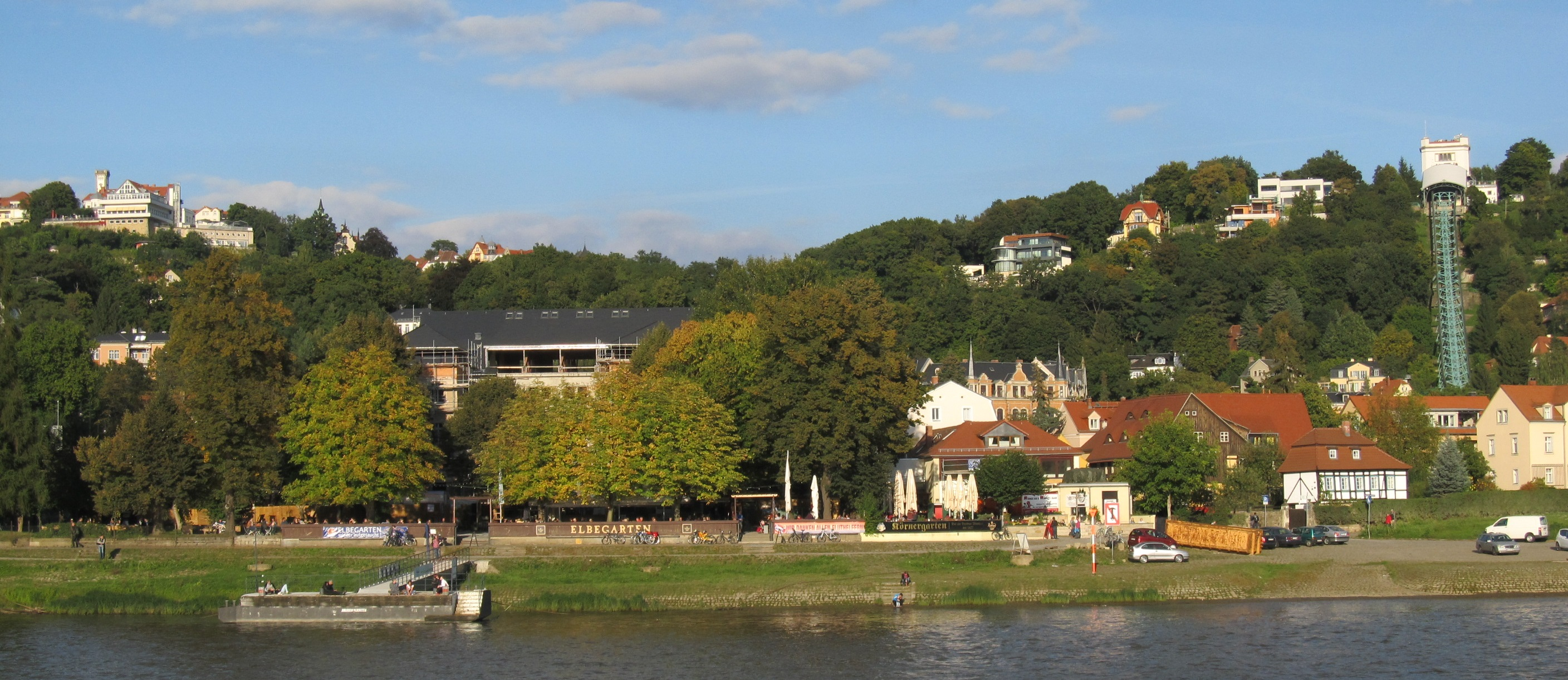
Dresdner Elbhänge in Loschwitz: links der Luisenhof an der Bergstation der Standseilbahn Dresden, rechts die Bergstation der Schwebebahn Dresden

Die Dresdner Bergbahnen sind zwei historische Bergbahnen im Osten der sächsischen Landeshauptstadt Dresden. Sie befinden sich im Stadtteil Loschwitz und überwinden den Höhenunterschied der Dresdner Elbhänge. Ihre Talstationen liegen nur 150 Meter voneinander entfernt nahe dem Körnerplatz; zwischen den beiden Bergstationen liegt der tief eingeschnittene Loschwitzgrund.
Aus technischer Sicht handelt es sich um eine Standseilbahn und eine Hängebahn. Beide verkehren im führerlosen Pendelbetrieb und haben je zwei Personenwagen, die auf Schienen geführt und von, an der jeweiligen Bergstation angetriebenen und umgelenkten, Zugseilen bewegt werden. Deshalb sind beide Bergbahnen sowohl als Schienenbahnen als auch als Seilbahnen zu klassifizieren.
Beide Bergbahnen wurden um 1900 gebaut und sind touristische Attraktionen und technische Denkmale in Dresden. Allerdings dienen sie nach wie vor auch dem öffentlichen Personennahverkehr (ÖPNV). Betreiber sind seit 1912 die Dresdner Verkehrsbetriebe (DVB) bzw. deren Vorläufer. Innerhalb des Verkehrsverbunds Oberelbe (VVO) gelten die Dresdner Bergbahnen wie z. B. auch die Elbfähren, der Personenaufzug Bad Schandau und die Kirnitzschtalbahn als Sonderverkehrsmittel.
Beide Bergbahnen fahren ganzjährig. Während der ein- bis zweiwöchigen Revisionen sind sie zweimal pro Jahr außer Betrieb. Im Jahr 2014 nutzten 650.000 Fahrgäste die Dresdner Bergbahnen.

## Standseilbahn

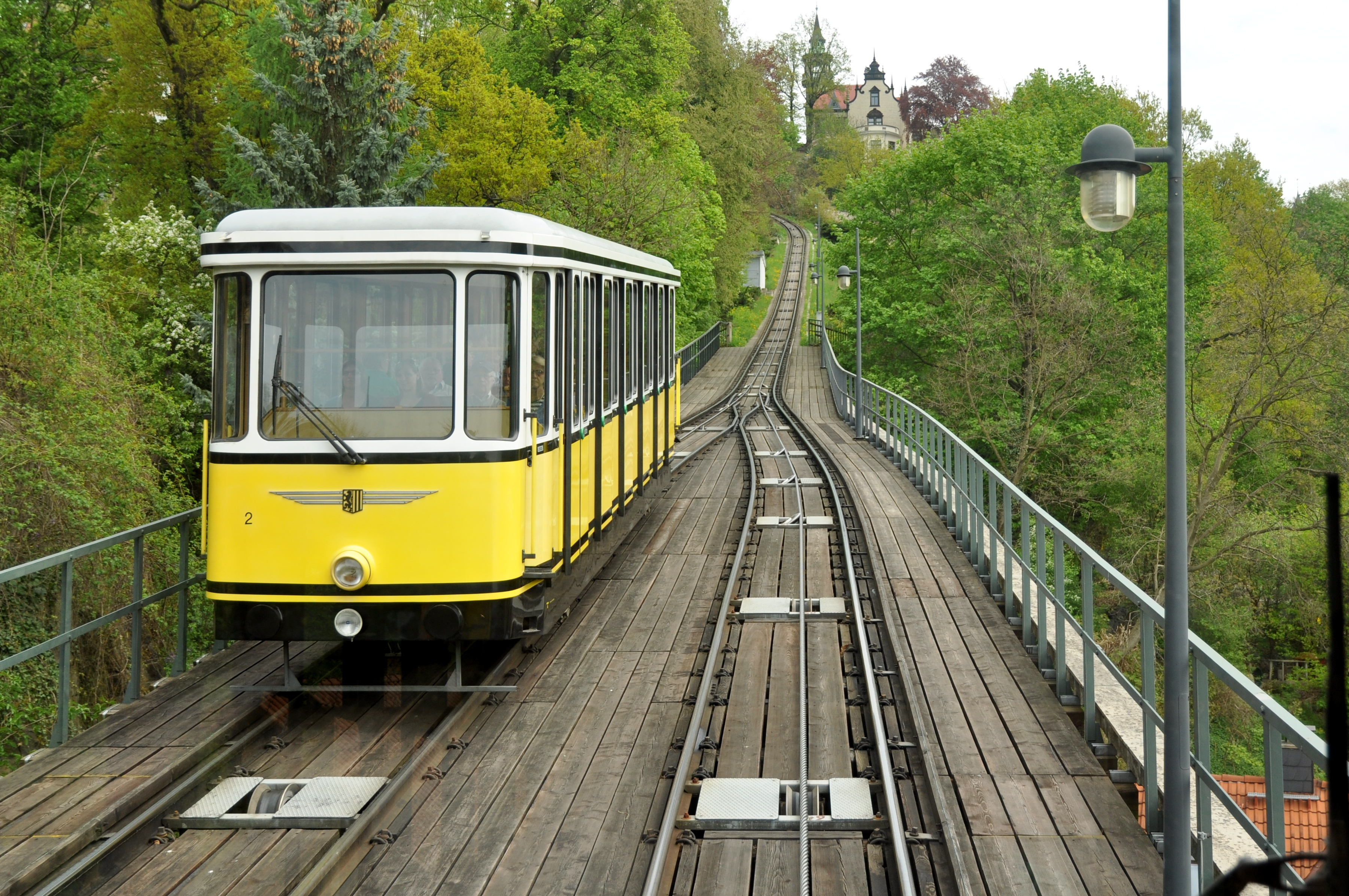
Standseilbahn Dresden, 2013

Die Standseilbahn verbindet den Körnerplatz mit der ebenfalls in der Gemarkung Loschwitz gelegenen Bergbahnstraße und war als Verbindung des Villenvororts Weißer Hirsch mit dem Elbtal und dem dortigen Blauen Wunder konzipiert. Die als Linie STB der DVB verkehrende Bahn ist eingleisig, besitzt eine Abtsche Weiche und hat eine Spurweite von 1000 Millimetern. Die 547 Meter lange Strecke mit 95 Metern Höhenunterschied und maximal 29 Prozent Steigung bewältigt sie in fünf Minuten Fahrzeit.
Eröffnet wurde die zunächst dampfbetriebene Standseilbahn am 26. Oktober 1895, seit 1909 verfügt sie über einen elektrischen Antrieb. In den Jahren 1932/33, 1962/63 und 1994 erhielt sie jeweils neue Wagen; 1978/79 erfolgte eine Generalreparatur. Seit 1984 ist sie ein Technisches Denkmal.
Besonderheiten sind der 96 Meter lange Burgbergtunnel unmittelbar oberhalb der Talstation, der 54 Meter lange Prinzeß-Louisa-Tunnel knapp unterhalb der Bergstation am Luisenhof sowie der 102 Meter lange Gerüstviadukt in der Streckenmitte. Interessierte können nach Anmeldung die Antriebstechnik und die Anlagen der historischen Bahnstromversorgung besichtigen.

## Schwebebahn

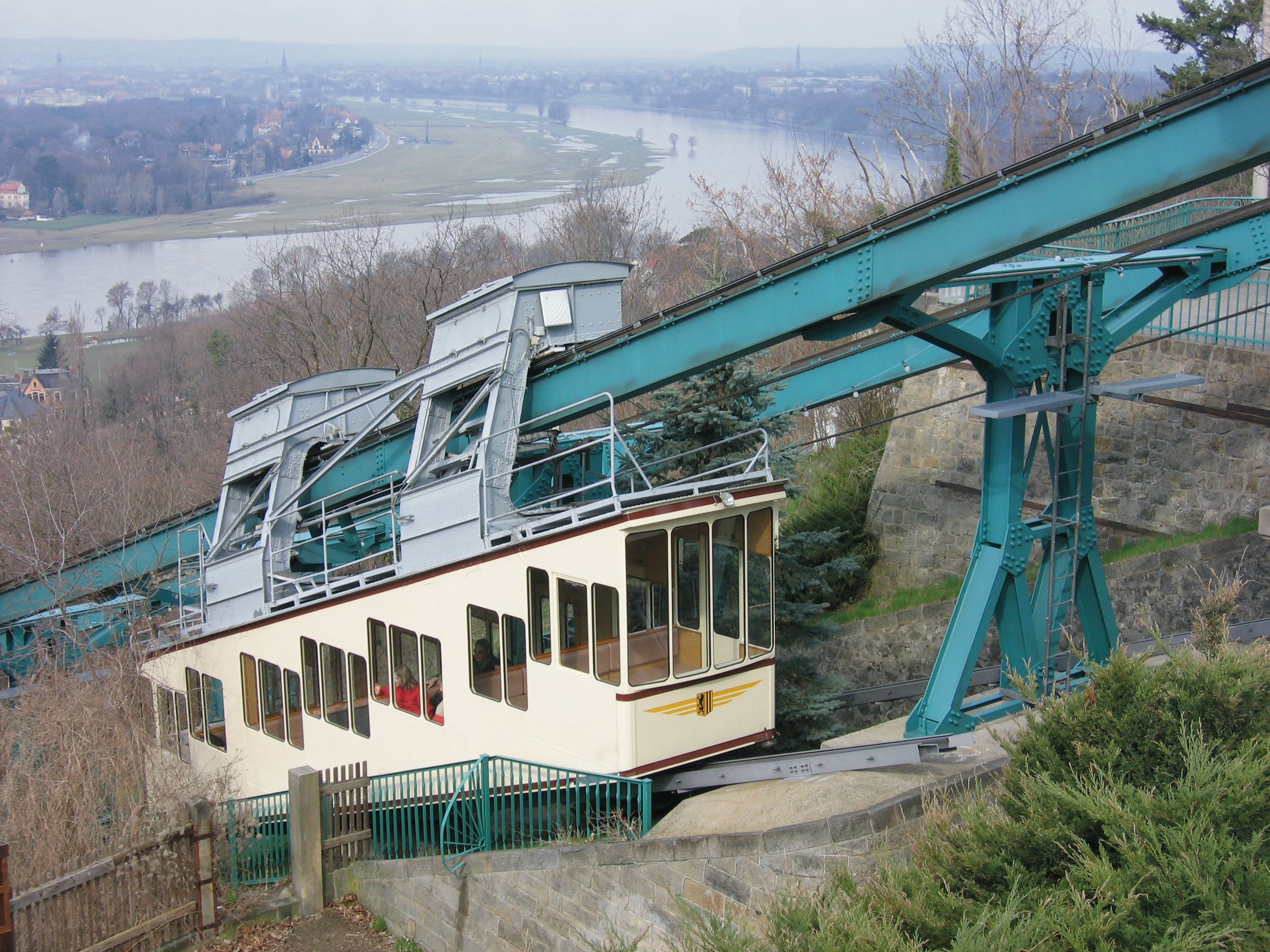
Schwebebahn Dresden, 2006

Die Schwebebahn verläuft von der Pillnitzer Landstraße nahe dem Körnerplatz zur ebenfalls in der Gemarkung Loschwitz gelegenen Sierksstraße, die zum Ortsteil Oberloschwitz gehört, der aufgrund seines Panoramablicks auch den Namen „Schöne Aussicht“ trägt. Die als Linie SWB der DVB verkehrende einschienige Hängebahn wurde nach dem Bauprinzip von Eugen Langen auf 33 Stützen konstruiert. Die 274 Meter lange Strecke überwindet einen Höhenunterschied von 84 Metern, die Maximalsteigung beträgt 39,9 Prozent.
In Betrieb ging die zunächst dampfbetriebene Bahn am 6. Mai 1901; seit 1909 verfügt auch sie über einen elektrischen Antrieb. Seit 1975 steht die Schwebebahn unter Denkmalschutz. Von 1984 bis 1992 war sie wegen einer Totalsanierung außer Betrieb; eine weitere umfangreiche Reparatur erfolgte in den Jahren 2001/02.
Die Bahn ist die weltweit älteste ihrer Art. Sie gilt zudem weltweit als einzige Hängebahn, die keine Adhäsionsbahn ist. An der Bergstation befinden sich ein Aussichtsturm sowie eine Ausstellung, die über Technik und Geschichte der Schwebebahn informiert; zudem können Interessierte das Maschinenhaus besichtigen.